# Ute Noack
Ute Noack   (Berlín, 17 de gener de 1943) és una nedadora alemanya, especialista en papallona, ja retirada que va competir sota bandera de la República Democràtica Alemanya durant les dècades de 1950 i 1960.
El 1964 va prendre part en els Jocs Olímpics d'Estiu de Tòquio, on quedà eliminada en semifinals en els 100 metres papallona del programa de natació.
En el seu palmarès destaquen dues medalles al Campionat d'Europa de natació de 1962. Formant equip amb Ingrid Schmidt, Barbara Göbel i Heidi Pechstein guanyà la medalla d'or en els 4x100 metres estils, mentre en els 100 metres papallona guanyà la de plata, rere Ada Kok. En els 4x100 metres estils va establir un nou rècord del món. Per aquest èxit les quatre integrants de l'equip de relleus fou reconegudes com a esportistes alemanyes de l'any en la categoria d'equip el 1962. A nivell nacional guanyà dos títol dels 100 metres papallona (1963 i 1964) i un dels 200 metres papllona (1964).